# Anthonie Beerstraaten
Anthonie Beerstraaten (Amsterdam, 1637 – na 1664), was een kunstenaar uit de Nederlandse Gouden Eeuw, bekend als kunstschilder.

## Biografie
Over Anthonie Beerstraaten is zeer weinig bekend. Hij was als kunstschilder actief in Amsterdam en schilderde zee- en winterlandschappen. Volgens het Nederlands Instituut voor Kunstgeschiedenis bestaat er veel verwarring met zijn vader Jan Abrahamsz. van Beerstraten en Abraham Beerstraaten. De laatste is waarschijnlijk zijn broer.
- Bibliothèque nationale de France: cb149692901 (data)
- Biografisch Portaal: 11175850
- Gemeinsame Normdatei: 124905072
- International Standard Name Identifier: 0000 0000 4902 8953
- Library of Congress Control Number: nr2003020044
- RKD-Nederlands Instituut voor Kunstgeschiedenis: 5893
- Union List of Artist Names: 500012162
- Virtual International Authority File: 95755241
- WorldCat: E39PBJfGX7jwHBpK3qQhgxRdwC